# Norman Rosenthal

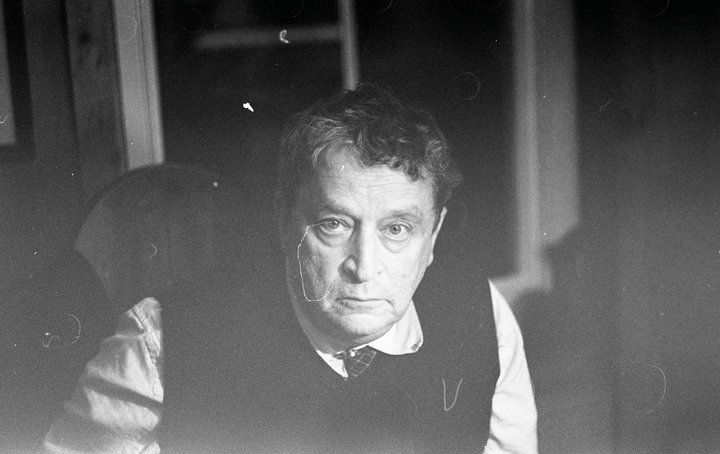
Norman Rosenthal, Londres, 2012

Norman Rosenthal (8 de noviembre de 1944) es un conservador británico e historiador del arte. De 1970 a 1974 fue oficial de exposiciones en el Museo y Galería de Arte de Brighton. En 1974 se convirtió en conservador en el Institute of Contemporary Arts de Londres, dejando el puesto en 1976. Al año siguiente, en 1977, se unió a la Royal Academy de Londres como Secretario de Exposiciones donde permaneció hasta su renuncia en 2008. Rosenthal ha sido fideicomisario de numerosas organizaciones culturales nacionales e internacionales diferentes desde la década de 1980. Actualmente se encuentra en el consejo del English National Ballet. En 2007, fue galardonado con el título de Caballero en la Lista de Honores del Cumpleaños de la Reina. Rosenthal es muy conocido por su apoyo al arte contemporáneo, y está particularmente asociado con los artistas alemanes Joseph Beuys, George Baselitz, Anselm Keifer y Julian Schnabel, el pintor italiano Francesco Clemente y la generación de artistas británicos que se destacó en los comienzos de la década de 1990 conocida como YBAs (Young British Artists).

## Formación
Norman Rosenthal nació en Cambridge el 8 de noviembre de 1944, hijo de refugiados judíos: Paul Rosenthal (nacido en 1904 en Nové Zámky, Eslovaquia) y Käthe Zucker (nacida en 1907 en Mühlhausen, Turingia, Alemania). Zucker emigró a Londres primero, en agosto de 1939. Paul Rosenthal llegó con el Ejército Checo Libre dos años más tarde, en 1941. La pareja se mudó de Cambridge al Noroeste de Londres después de que su primer hijo, Norman, naciera en 1944. El padre de Rosenthal, Paul Rosenthal, manejó un club de emigrantes checos en Little Venice. Fue su madre en particular quien alimentó su amor por la cultura. Cuando tenía nueve años lo llevó a ver Las bodas de Fígaro en el Covent Garden. Los fines de semana solían ir caminando desde su casa en el noroeste de Londres a visitar la Galería Nacional y la Casa Kenwood en Hampstead.
Rosenthal fue educado en la Escuela Westminster, de Londres. De 1963 a 1966 estudió Historia en la Universidad de Leicester con Jack Simmons y W. G. Hoskins, autor de La generación del paisaje inglés. En 1965, a la edad de 19 años Rosenthal organizó su primera exposición, "Artistas en Cornualles", en el Museo de Leicester y Galería de Arte como parte del Festival de las Artes de la Universidad de Leicester.
Después de la graduación, regresó a Londres. En busca de empleo, se dirigió a Agnew & Sons Ltd, distribuidores de arte y editorial de Bond Street, y preguntó si había puestos disponibles. Le dieron el trabajo de investigador y bibliotecario en el acto, comenzando a trabajar de inmediato. Rosenthal permaneció con Agnew & Sons durante tres años, hasta 1968. Al año siguiente ganó una beca estatal alemana y dejó Londres para obtener un doctorado en la Escuela de Estudios Eslavos y de Europa del Este en la Universidad Libre de Berlín. Inicialmente, su tema de investigación fue la emancipación campesina alemana en el siglo XVIII, pero pronto cambió su tema a la crítica de arte del expresionismo alemán; para estos temas fue supervisado por Francis Carsten y James Joll. Sin embargo, no pudo terminar su tesis: en 1970 se presentó una vacante en el Reino Unido como Oficial de Exposiciones en el Museo y Galería de Arte de Brighton, que en ese momento estaba bajo la dirección de John Morley. Rosenthal permaneció en el cargo durante cuatro años y aprendió mucho de Morley.

## ICA, Londres
En 1974, Rosenthal fue nombrado conservador en el Instituto de Arte Contemporáneo de Londres. Durante su período de dos años en el Instituto organizó dos exposiciones clave y estableció relaciones de trabajo duraderas, en particular con el crítico de arte con sede en Berlín Christos M. Joachimides y el artista alemán Joseph Beuys. Entre el 30 de octubre y el 24 de noviembre de 1974, Rosenthal organizó una exposición con Joachimides del nuevo arte radical alemán llamado Art in Society; La sociedad en el arte: Siete artistas alemanes. Arte en la sociedad tuvo lugar como parte de un mes alemán de eventos que incluyeron conferencias de teóricos críticos de la Escuela de Filosofía de Frankfurt. Los artistas incluyeron a Joseph Beuys, Hans Haacke, Klaus Staeck, Albrecht D, KP Brehmer, Dieter Hacker y Gustav Metzger, cuyo trabajo instaba a los artistas a huelga durante tres años para "derribar el sistema artístico". Además de una breve visita a Irlanda, Beuys permaneció presente en la galería durante la mayor parte de la exposición: entabló conversaciones con el público sobre cómo lograr la democracia, dibujando sus ideas en numerosas pizarras que posteriormente se esparcieron por el piso.
Al año siguiente, en 1975, Rosenthal volvió a trabajar con Joachimides en la exposición Ocho artistas, ocho actitudes, ocho griegos, entre el 5 de noviembre y el 4 de diciembre. Coincidió con un mes griego para celebrar la caída de la dictadura de los coroneles en Atenas el año anterior. Artistas, como Stephen Antonakos, Vlassis Caniaris Chryssa, Jannis Kounellis, Pavlos, Lucas Samaras, Takis y Costas Tsoclis, buscaron "examinar los hechos de una inmigración tanto espiritual como real".
Como director de exposiciones, Rosenthal fue atacado por Keith Allen y sus amigos antisistema. Hasta el día de hoy, las manchas de sangre permanecen preservadas debajo del plexiglás en la pared de la oficina de ICA. Debajo, un título dice: Esta es la Sangre de Norman.

## Royal Academy, Londres
En 1977, The Spectator publicó un corto artículo polémico que Rosenthal escribió llamado 'El futuro de la RA'. En él, criticó a la organización por su falta de filosofía de conducción. Tenía galerías fantásticas, pero carecía de dinero y visión. En parte como resultado de este artículo, el entonces presidente Hugh Casson le ofreció a Rosenthal un trabajo como Secretario de Exposiciones.
La primera exposición de Rosenthal en la Royal Academy en 1978, por sugerencia de Bryan Robertson, fue sobre el pintor estadounidense Robert Motherwell. Le siguió una gran exposición sobre el postimpresionismo en 1979-80, y en 1981 Un nuevo espíritu en la pintura, una exposición de pintura neoexpresionista co-curada con Christos M Joachimides y Sir Nicholas Serota. Considerada como uno de los mayores logros de Rosenthal, esta exposición se encabezó con el trabajo de los pintores Georg Baselitz y Anselm Kiefer, y estableció la agenda para un "regreso a la pintura" a principios de los años ochenta. En 1997, Rosenthal co-comisarió la exposición muy controvertida Sensation: Young British Artists de la Colección Saatchi con Charles Saatchi. Además de estas dos exposiciones más notorias, por las que Rosenthal es identificado más fácilmente, organizó más de treinta exposiciones que van desde Art in Plantagenet England 1200-1400 en 1987 hasta Anish Kapoor en 2009 (para una lista completa, ver más abajo). La mayoría de estas exhibiciones fueron iniciativas de la Royal Academy que viajaron a museos en los Estados Unidos y Europa. Mientras estaba todavía en la Royal Academy, Rosenthal comisarió una serie de exposiciones en Alemania, incluyendo Zeitgeist en el Martin-Gropius-Bau, de Berlín con Christos M. Joachimides en 1982, Metropolis, nuevamente en el Martin-Gropius-Bau, de Berlín, en 1991, y Nationalschätze aus Deutschland: Von Luther zum Bauhaus en el Bundeskunsthalle, de Bonn en 2005-6.
Rosenthal era notoriamente impopular entre los académicos reales. Muchos sintieron que su trabajo había sido ignorado por el Secretario de Exposiciones y solo se exhibió en la Exposición de Verano anual en la que Rosenthal no participó. "Quiero las mejores exposiciones. Eso es todo", dijo Rosenthal a Fiona Maddocks en un artículo para el Evening Standard en 1998 y "OK. Estrictamente hablando, todos los académicos son iguales", continuó, "pero es un secreto a voces que algunos son más iguales que otros: Tracey Emin, Norman Foster, Zaha Hadid, David Hockney, Gary Hume, Anish Kapoor, Tom Phillips, Richard Rogers, el "Ángel del hombre del Norte". En una entrevista en BBC Omnibus en 1997, cuestionó la importancia del artista John Ward, un académico real, y se sintió que había ridiculizado a un anciano triunfador Pasmore. Ese mes, tres académicos renunciaron: Michael Sandle (que posteriormente se reincorporó), Craigie Aitchison y Gillian Ayres. Dos citaron el tratamiento a Pasmore como una de las principales razones para irse. La inclusión de Myra, el retrato polémico de Myra Hindley de Marcus Harvey, en la exposición Sensation y el mismo Rosenthal fueron otros motivos citados. En 2004, Rosenthal fue casi despedido por Lawton Fitt, un exbanquero de Goldmann Sachs que asumió el papel de Secretario de la Real Academia. "Fitt y otros dos me enviaron un fax diciendo que mis servicios ya no eran necesarios y que debería buscar un abogado", dijo Rosenthal. "Lo hice: Cherie Blair. Mi mayor pesar es no haber visto sus caras cuando recibieron su carta".
En 2008, Rosenthal finalmente renunció a su puesto en la Royal Academy. Se discute si fue empujado o abandonó por su propia voluntad. Pasó otros dos años en un puesto de asesor, comisario de una exposición de Cranach en 2008 y otra de Anish Kapoor en 2009. Escribiendo en The Guardian, el crítico de arte Jonathan Jones comentó que "La Royal Academy será un lugar infinitamente más pobre sin Sir Norman Rosenthal. " "Se convirtió en un lugar cuya membresía y tradiciones le dan una inclinación masiva hacia el gusto conservador en un lugar de un estilo de clase mundial, influyente para exposiciones de arte contemporáneo".

## Después de la Royal Academy
Desde su renuncia a la Royal Academy Rosenthal ha seguido preparando exposiciones y escribiendo sobre artistas contemporáneos establecidos y emergentes. En junio de 2011, Julian Schabel, comisariada por Rosenthal, abrió sus puertas en el Museo Correr de Venecia. En 2012, fue comisario de una exposición de pinturas recientes de Baselitz para la Villa Schöningen en Berlín. En 2012, contribuyó con un extenso ensayo retrospectivo de su carrera para la White Cube Gallery sobre el pintor George Baselitz. El mismo año escribió sobre el pintor Raqib Shaw para la Ropac Gallery en París y sobre Joseph Beuys para la exposición Stag Monuments también para la Ropac Gallery, de París. Es asesor de la Leidon Gallery en Nueva York, una importante colección privada de pinturas neerlandesas de la Escuela de Leiden del siglo XVII centradas en Rembrandt. También trabajó con el comisario Alex Gartenfeld con sede en Nueva York en la exposición Empire State, una encuesta sobre el arte de Nueva York de hoy, que se desarrolló en el Palaexpo, de Roma, de abril a septiembre de 2013. En mayo de 2013, una gran exposición individual de Anish Kapoor comisariada por Rosenthal se celebró en el Martin-Gropius-Bau, de Berlín.

## Lista de las principales exposiciones que tuvieron lugar en el mandato de Rosenthal en la Royal Academy
- Robert Motherwell (1978);
- Post-Impressionism (79/80);
- A New Spirit of Painting (1981);
- The Great Japan Exhibition: Art of the Edo Period 1600–1868 (1981);
- Painting in Naples (1982);
- Murillo 1617–1682 (1983);
- The Genius of Venice (1984);
- Chagall (1985);
- German Art in the Twentieth Century (1985);
- Sir Joshua Reynolds (1986);
- New Architecture: Foster, Rogers, Sterling (1986);
- British Art of the Twentieth Century (1987);
- The Age of Chivalry: Art in Plantagenet England 1200–1400 (1987);
- Cézanne: The Early Years (1988);
- Henry Moore (1988);
- Italian Art of the Twentieth Century (1989);
- The Art of Photography 1839 – 1989 (1989);
- Monet in the 90s: The Series Paintings (1990);
- Frans Hals (1990);
- Egon Schiele and his Contemporaries (works from the collection the Leopold collection, Vienna) (1990);
- The Pop Art Show (1991);
- Francesco Clemente: Three Worlds (1991);
- Andrea Mantegna (1992);
- Sickert (1992);
- Georges Rouault: The Early Years (1992);
- American Art in the Twentieth Century: Painting and Sculpture 1913 – 1993 (1993);
- Goya. Truth and Fantasy: The Small Paintings (1994);
- In Pursuit of the Absolute Art of the Ancient World, from the Collection of George Oritz (1994);
- The Glory of Venice: Art in the Eighteenth Century (1994);
- The Painted Page: Italian Renaissance Book Illuminations 1450–1550 (1994);
- Africa: The Art of a Continent (1995);
- David Hockney: A Drawing Retrospective (1995);
- Braque: The Late Works (1997);
- The Berlin of George Grosz (1997);
- Sensation: Young British Artists from the Saatchi Collection (1997);
- Victorian Fairy Paintings (1997);
- The Art Treasures of England (1998);
- Charlotte Salomon: Life? Or Theatre? (1998);
- Monet in the 20th Century (1998);
- Joseph Beuys: The Secret Block for a Secret Person in Ireland (1999);
- Van Dyck: 1599 – 1641 (1999);
- Chardin (2000);
- Apocalypse (2000);
- The Genius of Rome 1592 – 1623 (2001);
- Botticelli's Dante: The Drawings for the Divine Comedy (2001);
- Frank Auerbach: Paintings and Drawings 1954–2001 (2001);
- Paris Capital of the Arts (2002);
- Aztecs: A Civilisation Carved in Blood and Stone (2002);
- Masterpieces from Dresden: Mantegna and Dürer, to Rubens and Canaletto (2003);
- Kirchner: Expressionism and the City (2003);
- Pre-Raphaelite And Other Masters: The Andrew Lloyd Webber Collection (2003);
- Illuminating the Renaissance: The Triumph of Flemish Manuscript Painting in Europe (2003);
- The Art of Philip Guston (2004);
- Vuillard: From Post-Impressionism to Modern Masters (2005);
- Edvard Munch: By Himself (2005);
- China: The Three Emperors, 1662–1795 (2005);
- Jacob van Ruisdael: Master of Landscape (2006);
- Robert Medley RA: Paintings and Drawings (2006);
- Modigliani and His Models (2006);
- Rodin (2006);
- Jericho, by Anselm Kiefer (2006);
- Citizens & Kings: Portraits in the Age of Revolution 1760–1830 (2007);
- Georg Baselitz (2007);
- Cranach (2008);
- Anish Kapoor (2009).